# Anopsicus jarmila
Anopsicus jarmila là một loài nhện trong họ Pholcidae. Loài này được phát hiện ở Jamaica.